# Svend Erik Kjær Rasmussen
Svend Erik Kjær Rasmussen (1936 – 4. december 2002) var en dansk politiker.
Rasmussen var lærer på Jerne Skole i Esbjerg, hvor han blev fælleslærerrådsformand. I 1979 blev Svend Erik Kjær Rasmussen udnævnt til skoleinspektør på Boldesager Skole, og her virkede han indtil sin pensionering i 1996.
I 1966 blev han valgt til Folketinget for Socialistisk Folkeparti og var her med til at danne partiet Venstresocialisterne, som han repræsenterede på tinge fra 1968 til 1971. Herefter vendte han tilbage til Esbjerg, hvor han genoptog sit virke som lærer. Senere sluttede han sig til Socialdemokratiet og blev kredsformand for partiet.
Fra 1993 til sin død var Svend Erik Kjær Rasmussen bestyrelsesmedlem af Grænseforeningens afdeling for Esbjerg og omegn.